# Histoire du Morbihan

Le département du Morbihan est l'un des quatre département de la région administrative de Bretagne et l'un des cinq de la région historique de Bretagne. Il a été créé par décret le 30 janvier 1790.

## Constitution du département
La délimitation du département du Morbihan est fixée par un décret du 30 janvier 1790. 
À partir  du présidial de Vannes, les Bretons députés à la Constituante retranchent la sénéchaussée de Quimperlé, ainsi que la ville de Redon. Ils y rattachent : 
- La Roche-Bernard [2] et les paroisses de la rive gauche de la Vilaine.
- le sud de l’évêché de Saint-Malo
- Le Porhoët accompagné de Guer, La Trinité, Mauron, la forêt de Lanouée complétant cet ensemble[3].

Les communes de la Cornouaille morbihannaise (l'ancienne sénéchaussée de Gourin) qui n'avaient pas choisi d'être annexées au département du Morbihan ont régulièrement réclamé de rejoindre le Finistère, sans succès.
Les concepteurs des départements ont choisi de ne pas reprendre les noms portés par les circonscriptions antérieures pour en éradiquer les particularismes, afin qu'il n'y ait plus ni Angevin ni Breton, mais seulement des Français. On avait songé à nommer ce département « Côtes-du-Sud », par opposition aux Côtes-du-Nord, mais la présence de plusieurs golfes appelés morbihan (petite mer) par les habitants, à Gâvres et au sud de Vannes, lui a fait préférer ce vocable géographique. La résonance bretonne du mot de Morbihan a fait beaucoup pour son acceptation par les habitants.

## Histoire

Carte du Morbihan (décret du 22 janvier 1790)

En 1790,150 députés représentant  150 000 gardes nationaux se réunissent à Pontivy afin de prêter serment à la loi et à la nouvelle Constitution. Ils viennent de 80 villes et communes de l'Ouest et jurent d'être français avant d'être bretons, ce qui montre leur adhésion à la nouvelle France. Leur mouvement est un mouvement spontané, non organisé par l'Assemblée Constituante et n'est pas un cas unique : d'autres mouvements sont observés en France, comme dans le Dauphiné. 
De 1791 à 1793, les 9 districts (Auray, Le Faouët, Hennebont, Josselin, Pontivy, Ploërmel, La Roche-Bernard, Rochefort et Vannes) du département du Morbihan fournirent 4 bataillons de volontaires nationaux.

Les 1er et 2e bataillon de volontaires du Morbihan furent envoyés pour combattre la révolution haïtienne et participèrent à la bataille du Cap-français
Après la bataille de Waterloo (18 juin 1815), le département avait été placé dans la zone d’occupation prussienne. Mais les Chouans, soulevés contre le retour de Napoléon Ier, empêchèrent l’armée prussienne de pénétrer dans le département. 
Près de 30 000 réfugiés arrivent dans le Morbihan pendant la Première Guerre mondiale. Des milliers de soldats américains et des dizaines de travailleurs chinois rejoignent également le département entre 1917 et 1918. 

Le département du Morbihan fait partie en 1919 de la Ve région économique ou région de Nantes qui contient les actuels départements (37-44-49-53-56-72-85-22-29-35-56).
Plus tard, le Morbihan fait partie des régions de "Bretagne" qui sont créées successivement en 1941, 1944 et 1956 et qui regroupent tous les départements du Finistère, des Côtes-d'Armor et d'Ille-et-Vilaine.

### Sources et bibliographie
- Gérard Le Bouëdec (direction de l'ouvrage) et al. (préf. Raymond Marcellin, anc. ministre, président du conseil général du Morbihan), Le Morbihan : de la Préhistoire à nos jours, Saint-Jean-d'Angély, Éd. Bordessoules, coll. « L'histoire des départements de la France », 1994, 508 p. (ISBN 2-903504-41-5)
  - Jean-Paul Le Bacon, « Présentation géographique », Le Morbihan : de la Préhistoire à nos jours, Saint-Jean-d'Angély, Éd. Bordessoules,‎ 1994, p. 11-24 (ISBN 2-903504-41-5)
  - Anne-Élisabeth Riskine, « La Préhistoire : de la pierre aux métaux », Le Morbihan : de la Préhistoire à nos jours, Saint-Jean-d'Angély, Éd. Bordessoules,‎ 1994, p. 25-62 (ISBN 2-903504-41-5)
  - Patrick André, « L'époque gallo-romaine », Le Morbihan : de la Préhistoire à nos jours, Saint-Jean-d'Angély, Éd. Bordessoules,‎ 1994, p. 63-82 (ISBN 2-903504-41-5)
  - Noël-Yves Tonnerre et Michelle Lebois, « L'époque médiévale », Le Morbihan : de la Préhistoire à nos jours, Saint-Jean-d'Angély, Éd. Bordessoules,‎ 1994, p. 83-142 (ISBN 2-903504-41-5)
  - Jean Gallet, Claude Nières et Jean Quéniart, « Le Morbihan du XVIe siècle à la Révolution », Le Morbihan : de la Préhistoire à nos jours, Saint-Jean-d'Angély, Éd. Bordessoules,‎ 1994, p. 143-224 (ISBN 2-903504-41-5)
  - Michèle Ruz-Le-Badézet, « Le Morbihan pendant la Révolution et l'Empire (1788-1815) », Le Morbihan : de la Préhistoire à nos jours, Saint-Jean-d'Angély, Éd. Bordessoules,‎ 1994, p. 225-288 (ISBN 2-903504-41-5)
  - Bertrand Frelaut, Bernard André, Gérard Le Bouëdec et Joël Bigorgne, « Un long XIXe siècle (1815-1945) », Le Morbihan : de la Préhistoire à nos jours, Saint-Jean-d'Angély, Éd. Bordessoules,‎ 1994, p. 289-386 (ISBN 2-903504-41-5)
  - Nathalie de Buhren, Joseph Rio et Anne-Élisabeth Riskine, « Patrimoine et traditions du Morbihan », Le Morbihan : de la Préhistoire à nos jours, Saint-Jean-d'Angély, Éd. Bordessoules,‎ 1994, p. 387-434 (ISBN 2-903504-41-5)
  - Henri Baudequin, Agnès Guellec et Yvonig Gicquel, « Le Morbihan de 1945 à nos jours », Le Morbihan : de la Préhistoire à nos jours, Saint-Jean-d'Angély, Éd. Bordessoules,‎ 1994, p. 435-497 (ISBN 2-903504-41-5)
- R. Dupuy, La Bretagne sous la Révolution et l'Empire, Rennes, 2004
- Michel de Galzain, « Un terrier français : le Morbihan (1789-91) », Bulletin et mémoires de la Société polymathique du Morbihan, no 115,‎ 1988, p. 5-80
- Yves-Marie Evanno (direction de l'ouvrage) et Yann Lagadec (préf. François Goulard, président du conseil départemental du Morbihan), Les Morbihannais à l'épreuve de la Grande Guerre, Vannes, Département du Morbihan / Université Tous Ages, 2017, 234 p. (ISBN 978-2-86056-025-2)
- Anne de Mathan, cours du 17/02/2014